# Natale al Plaza
Natale al Plaza (Christmas at the Plaza) è un film televisivo del 2019 diretto da Ron Oliver che vede come protagonista Elizabeth Henstridge. È andato in onda il 28 novembre 2019 sulla rete televisiva Hallmark Channel. 
In Italia è stato trasmesso in prima visione su Rai 2 il 25 dicembre 2020.

## Trama
L'Hotel Plaza di New York vorrebbe che quest'anno la sua mostra annuale di Natale fosse progettata dalla giovane storica Jessica Cooper. Jessica dovrebbe determinare da sola l'argomento di quest'anno ma, poiché non vuole solo inventare qualcosa, cerca nell'archivio dell'hotel una storia adatta. Purtroppo ha solo tre settimane per setacciare i vecchi manufatti basati su temi natalizi, motivo per cui il giovane decoratore Nick Perrelli è al suo fianco. Reginald Brookwater, il facchino capo del Plaza, le dà una grande idea per il soggetto della mostra quando le mostra una vecchia foto. Jessica scopre che ogni anno un nuovo puntale è stato utilizzato per il grande albero di Natale nella hall dell'hotel: ognuno di questi oggetti è stato realizzato a mano appositamente per il rispettivo festival di Natale del Plaza.
La storica è entusiasta perché le opere rappresentano oltre 100 anni di storia dell'arte. Con l'aiuto di Nick, inizia a "esplorare" questo tesoro e, nonostante tutti i suoi sforzi, non riesce a trovare il puntale dell'albero di Natale del 1969. Con tutto questo lavoro, Jessica ha quasi dimenticato la festa di Natale della facoltà, per la quale il suo fidanzato Dennis vuole andare a prenderla quella sera. Tuttavia, Dennis mostra poca comprensione per il suo progetto e Jessica alla fine si annoia, quindi ordina un taxi e va verso il Plaza. Nick è ancora al lavoro lì e nota lo sconforto di Jessica. Cerca di tirarla su di morale e poi la riporta a casa. Dato che non è ancora riuscita a decorare la sua casa per Natale a causa di tutto il lavoro, Nick le offre il suo aiuto. Dopo un altro appuntamento deludente con Dennis, Nick porta Jessica a casa dei suoi genitori, dove Jessica si diverte di nuovo come non accadeva da molto tempo.
Durante la ricerca del puntale mancante dell'albero di Natale del 1969, Jessica e Nick trovano un commerciante la cui famiglia aveva fatto per anni repliche dei modelli per il Plaza perché erano stati poi venduti agli ospiti dell'hotel. Ma non ci sono registrazioni di questo e la ricerca di Jessica è arrivata a un punto morto. In un vicolo cieco simile è il suo rapporto con Dennis. Non sembra prendere sul serio lei o il suo lavoro. Lo ha capito negli ultimi giorni e decide quindi di chiudere la loro relazione.
Il giorno prima della mostra, Jessica riceve una piccola scatola di legno che qualcuno le ha lasciato alla reception. La storica non riesce a credere ai suoi occhi quando vede la cima dell'albero di Natale del 1969: Reginald l'aveva recuperata per Jessica. Ora può presentare per intero la sua mostra, che avrà un grande successo. Alla fine, anche Jessica e Nick trovano il coraggio di ammettere il loro amore reciproco.

## Produzione
Il film contrariamente ai soliti film natalizi prodotti da Hallmark è stato girato a New York.